# Tibor Kapu
Tibor Kapu (Vásárosnamény, 5 novembre 1991) è un astronauta ungherese.
È stato selezionato per volare sulla Stazione spaziale internazionale (ISS) come specialista di missione per la missione Axiom Mission 4 avvenuta nel giugno 2025. Al momento del lancio è diventato il terzo ungherese a partecipare a un volo spaziale dopo il cosmonauta Bertalan Farkas e il turista spaziale Charles Simonyi. Il suo volo spaziale, organizzato dall'Ungheria in collaborazione con l'azienda privata Axiom Space, è avvenuto tra giugno e luglio 2025, della durata di 20 giorni.

## Biografia

### Istruzione e carriera come ingegnere
Dopo essersi diplomato alla Krúdy Gyula Secondary Grammar School di Nyíregyháza proseguì gli studi presso l'Università di Tecnologia e di Economia di Budapest prendendo una laurea e un master in ingegneria meccanica. Dopo la laurea contribuì all'industria farmaceutica e logistica e si occupò dello sviluppo di batterie per automobili ibride nel settore automobilistico. Il suo percorso professionale lo ha portato anche in Belgio e negli Stati Uniti. Dal 2022 fino all'inizio alla selezione come astronauta, Kapu si è concentrato sulla protezione dalle radiazioni spaziali presso un'azienda di tecnologia aerospaziale.

### Carriera come astronauta

#### Selezione
Il 28 ottobre 2021, il governo ungherese annunciò ufficialmente il programma HUNOR (Hungarian to Orbit), che mira a inviare un astronauta ricercatore ungherese nello spazio per la seconda volta dopo il volo spaziale Sojuz 36 di Bertalan Farkas nel 1980. Il periodo per inviare la candidatura si concluse il 31 gennaio 2022; Kapu presentò la propria candidatura l'ultimo giorno disponibile. Nel marzo 2023 è stato selezionato nel gruppo di quattro candidati finalisti insieme a Gyula Cserényi, András Szakály e Ádám Schlégl. In totale, più di 240 persone si candidarono per il processo di selezione nazionale per astronauti dell'Ufficio spaziale ungherese (HSO). L'Università Semmelweis e le strutture della Base aerea di Kecskemét delle Forze armate ungheresi svolsero un ruolo chiave nel processo di selezione. Esattamente 44 anni dopo il lancio di Farkas, il 26 maggio 2024, il ministro ungherese degli affari esteri e del commercio Péter Szijjártó annunciò che Tibor Kapu era stato selezionato per essere il prossimo astronauta ungherese a volare nello spazio, con Gyula Cserényi come sua riserva.

#### Axiom Mission 4
Il 24 luglio 2024, Szijjártó pubblicò un comunicato stampa in cui dichiarava l'accordo tra l'Ungheria e Axiom Space per far volare Kapu nello spazio durante la missione Axiom Mission 4 di due settimane nel 2025. Il 2 agosto 2024, l'Agenzia spaziale polacca (POLSA) pubblicò un comunicato stampa, confermando l'equipaggio di Axiom Mission 4 e i relativi ruoli. Kapu è stato uno dei due specialisti di missione a bordo della Crew Dragon durante il volo spaziale di 20 giorni. Kapu e la sua riserva, Cserényi, arrivarono a Houston il 1º agosto 2024 per iniziare l'addestramento specifico per la missione Ax-4. Il 25 giugno 2025 avvenne il lancio della Crew Dragon Grace con l'equipaggio di Axiom Mission 4. Kapu ha trascorso 20 giorni a bordo della ISS, svolgendo decine di esperimenti scientifici. Ha fatto ritorno sulla Terra il 15 luglio 2025.

## Vita privata
Kapu è due volte medaglia d'argento ai Campionati Mondiali Juniores nel gioco di logica Tantrix.